# لواء اليوم الموعود
لواء اليوم الموعود حركة إسلامية شيعية عراقية مسلحة أسسها مقتدى الصدر نجل المرجع الشيعي محمد محمد صادق الصدر في أيلول من عام 2008 وهدفها مقاومة الاحتلال الأمريكي للعراق  يعتبر مكمّلاً لجيش المهدي الذي تم تجميده في 2007 وعلى ما يبدو فإن هذا التنظيم يعمل بشكل دقيق جدا وبعيد عن تعريض المدنيين للخطر حسب ما يظهر في عملياته أنه يتجنب الاشتباك مع القوات الأمريكية وحلفائها عند وجود المدنيين، ويبدو أيضا أن هذا التشكيل الذي يقوده مقتدى الصدر بنفسه  يعمل بشكل سري جدا حتى لكي يتجنب الاندساس بين صفوفه من جهة وعرقلة أعماله من قبل الحكومة التي تتعرض لضغوط من قوات التحالف من جهة أخرى  واعترف الجنرال الأمريكي رالف بيكر أن العمليات الأكثر والأخطر التي تواجهها السفارة الأمريكية وقواتها في العراق تحدث من قبل لواء اليوم الموعود وكتائب حزب الله  ونفّذ هذا التنظيم الألوف من العمليات العسكرية في مختلف محافظات العراق وصلت إلى أكثر وأعلن اللواء وقف عملياته العسكرية ضد القوات الأمريكية في شهر أيلول من عام 2011 لإتاحة المجال لها للانسحاب من البلاد وأبدى هذا التنظيم إنسانيته بالإفراج عن أسير من الجيش الأمريكي بعد انسحاب القوات الأمريكية من العراق .. وأعلن لواء اليوم الموعود أنه لن يشارك في تشكيلات سرايا السلام التابعة لنفس قيادته إلتزاما بأوامرها بالاكتفاء بدخول جناح سرايا السلام فقط في المعارك ضد تنظيم داعش إلا أنه سمح فيما بعد لبعض عناصره من الدخول ضمن تشكيل سرايا السلام كأحد القادة حسين كريدي المالكي الذي تم اغتياله من قبل مجهولين. وفي يوم 19 نوفمبر 2021 أعلن مقتدى الصدر عن حل لواء اليوم الموعود.

## الشعار

لواء اليوم الموعود

شعار اللواء هو عبارة عن شكل الأرض ومن خلفه سلاح حربي ومن أعلى جهة اليمين يوجد علم كتب عليه «لبيك يا محمد» إشارة إلى الإمام المهدي الذي يعتبر الإمام الثاني عشر لدى الشيعة ومن جهة اليسار يوجد علم مكتوب عليه «المقاومة الإسلامية» إشارة إلى الإسلام.

## الاصدارات والعمليات
تبنى اللواء عدد كبير من العمليات العسكرية المنفذة ضد قوات الاحتلال الأمريكي في مختلف مدن العراق وقام بعرض الكثير من تلك العمليات في إصدارات مرئية تولى جناحه الاعلامي بثها وتوزيعها في الاسواق

### الإصدار الأول - زلزال الاحرار
حمل أول إصدارات اللواء بعد تأسيسه عنوان «زلزال الاحرار» وتم بثه في اواخر عام 2008 واحتوى على توثيق مرئي لعدد من العمليات العسكرية المنفذة خلال ذلك العام
- قصف قاعدة دلتا في محافظة واسط بصواريخ من نوع غراد بتاريخ 10/9/2008
- استهداف دبابة أمريكية من نوع برادلي بعبوة ناسفة في محافظة بغداد - حي اور بتاريخ 28/9/2008
- عملية قنص جندي أمريكي في محافظة بغداد - الكرادة بتاريخ 11/10/2008
- قصف قاعدة الرستمية في محافظة بغداد بعدد من صواريخ الكاتيوشا بتاريخ 11/10/2008
- قصف قاعدة الرشاد في محافظة بغداد بعدد من قنابر الهاون 60 ملم كوماندوز بتاريخ 10/11/2008
- قصف قاعدة ايكو في محافظة الديوانية بصاروخ من نوع حيدر بتاريخ 17/11/2008
- قصف قاعدة مطار البتيرة في محافظة ميسان بعدد من صواريخ الكاتيوشا بتاريخ 25/11/2008
- استهداف الية أمريكية من نوع همر بعبوة ناسفة في محافظة بغداد - جنوب الرصافة بتاريخ 28/11/2008
- استهداف الية أمريكية من نوع GMC بعبوة ناسفة في في محافظة بابل بتاريخ 7/12/2008
- قصف قاعدة المطار في محافظة كركوك بعدد من صواريخ الكاتيوشا بتاريخ 26/12/2008
- استهداف الية أمريكية من نوع همر بعبوة ناسفة في محافظة بغداد - الشماعية بتاريخ 28/12/2008
- قصف معسكر الترمذي في محافظة ديالى - المقدادية بصواريخ نور عدد 2

### الإصدار الثاني - انتصار المقاومة
في تموز 2009 بث اللواء اصداره الثاني وحمل اسم «انتصار المقاومة» والذي احتوى على مجموعة كبيرة من العمليات العسكرية الموثقة مرئياً والتي نفذتها تشكيلاته خلال الأشهر الأولى من العام 2009
- استهداف الية أمريكية من نوع همر بعبوة ناسفة موجهة في محافظة بغداد - البلديات بتاريخ 29/11/2008
- استهداف السفارة الأمريكية في المنطقة الخضراء في محافظة بغداد بصاروخ ثقيل بتاريخ 29/11/2008
- استهداف الية أمريكية من نوع ابرامز بعبوة ناسفة في محافظة بغداد - الشعب بتاريخ 7/12/2008
- قصف السفارة الأمريكية في المنطقة الخضراء في محافظة بغداد بصاروخين 107 ملم بتاريخ 7/12/2008
- قصف قاعدة الترمذي في محافظة ديالى - المقدادية بصاروخين غراد بتاريخ 26/12/2008
- اطلاق صاروخ آر بي جي - 7 على برج مراقبة في قاعدة أمريكية في بغداد - الشعب بتاريخ 2/1/2009
- قصف قاعدة المطار في محافظة كركوك بصاروخين 107 ملم بتاريخ 3/1/2009
- قنص ثلاث جنود أمريكيين في محافظة بغداد - الطالبية بتاريخ 8/1/2009
- قصف قاعدة أمريكية في محافظة كركوك - حي الخضراء بقنابر الهاون 60 ملم بتاريخ 8/1/2009
- استهداف الية أمريكية من نوع انترناش في محافظة بغداد - الشهداء بتاريخ 16/1/2009
- قصف قاعدة مطار قلعة صالح في محافظة ميسان بصواريخ غراد بتاريخ 20/1/2009
- استهداف الية أمريكية من نوع همر بعبوة ناسفة في محافظة واسط - العزيزية بتاريخ 24/1/2009
- استهداف الية أمريكية من نوع همر بعبوة ناسفة موجهة في محافظة ميسان - المجر الكبير بتاريخ 24/1/2009
- استهداف الية أمريكية بعبوة ناسفة موجهة في محافظة بغداد - ناحية الدبلة بتاريخ 2/2/2009
- استهداف الية أمريكية من نوع ستايكر بعبوة ناسفة في محافظة بغداد - بوب الشام بتاريخ 7/2/2009
- قصف قاعدة دلتا في محافظة واسط بثلاثة صواريخ غراد بتاريخ 26/2/2009
- استهداف الية أمريكية من نوع باجر في محافظة ديالى - منطقة السادة بتاريخ 17/3/2009

### الإصدار الثالث - عهد الصادقين
حمل الإصدار الثالث للواء عنوان «عهد الصادقين» وتضمن تصويراً مرئياً لعدد من العمليات العسكرية التي نفذتها تشكيلاته في مختلف محافظات البلاد
- قصف قاعدة دلتا في محافظة واسط بثلاث صواريخ غراد بتاريخ 26/2/2009
- قصف قاعدة النعمانية في محافظة واسط بقنابر الهاون 81 ملم بتاريخ 2/3/2009
- استهداف الية أمريكية من نوع سترايكر بعبوة ناسفة في محافظة ديالى - الخالص بتاريخ 16/3/2009
- قصف قاعدة التويجية في محافظة ديالى بصاروخ غراد بتاريخ 19/3/2009
- استهداف الية أمريكية بعبوة ناسفة في محافظة بغداد - المشتل بتاريخ 22/4/2009
- قصف قاعدة معسكر الترمذي في محافظة ديالى - المقدادية بقنابر الهاون بتاريخ 24/4/2009
- استهداف اليتين امريكتين انترناش وشاحنة نقل مؤون بعبوة ناسفة في محافظة بغداد - الشهداء بتاريخ 28/4/2009
- قصف قاعدة الأمن العامة في محافظة بغداد - البلديات بتسع قنابر هاون 81 ملم بتاريخ 28/4/2009
- استهداف الية أمريكية دفع رباعي بعبوة ناسفة على طريق الطوز في محافظة كركوك بتاريخ 29/4/2009
- استهداف الية أمريكية جي ام سي بعبوة ناسفة موجهة في محافظة بابل - منطقة الوردية بتاريخ 14/5/2009
- قصف السفارة الأمريكية في محافظة بغداد - المنطقة الخضراء بصاروخ ثقيل بتاريخ 16/5/2009
- قصف قاعدة المطار في محافظة ميسان بصاروخ ارض ارض قصير المدى عيار 240 ملم بتاريخ 19/5/2009
- قصف قاعدة معمل السكر في المجر في محافظة ميسان بقنابر الهاون 60 ملم بتاريخ 23/5/2009
- استهداف الية أمريكية من نوع بيفالو بعبوة ناسفة في محافظة بغداد - حي اور بتاريخ 2/6/2009
- استهداف الية أمريكية من نوع انترناش بعبوة ناسفة في محافظة البصرة بتاريخ 4/6/2009
- استهداف الية أمريكية من نوع همر بعبوة ناسفة موجهة في محافظة ميسان بتاريخ 9/6/2009
- استهداف الية أمريكية من نوع برادلي بعبوة ناسفة في محافظة بغداد - حي اور بتاريخ 21/6/2009
- استهداف الية أمريكية من نوع كوكر بعبوة ناسفة في محافظة بغداد - حي اور بتاريخ 23/6/2009
- استهداف قاعدة فندق بابل في محافظة بابل بثلاث صواريخ كاتيوشا 107 ملم بتاريخ 23/6/2009
- استهداف قاعدة المطار في محافظة كركوك بثلاث صواريخ كاتيوشا 107 ملم بتاريخ 25/6/2009
- قصف كرفانات الاستراحة في السفارة الأمريكية في المنطقة الخضراء ببغداد باربعة صواريخ غراد بتاريخ 25/6/2009
- استهداف الية أمريكية من نوع انترناش بعبوة ناسفة في محافظة بغداد - حي البنوك بتاريخ 27/6/2009
- استهداف الية أمريكية من نوع بايجر بعبوة ناسفة في محافظة كركوك - الحي الصناعي بتاريخ 29/6/2009
- قصف قاعدة الأمن العامة في محافظة بغداد - البلديات بصارو خكاتيوشا 107 ملم بتاريخ 9/7/2009
- قصف قاعدة ايكو في محافظة الديوانية بخمس صواريخ كاتيوشا 107 ملم بتاريخ 10/7/2009
- استهداف الية أمريكية من نوع بايجر بعبوة ناسفة في محافظة كركوك - ناحية تازة بتاريخ 13/7/2009
- قصف قاعدة ايكو في محافظة الديوانية بصاروخ عيار 240 ملم بتاريخ 17/11/2008
- استهداف الية أمريكية من نوع انترناش بعبوة ناسفة موجهة في محافظة بابل بتاريخ 29/11/2008
- استهداف الية أمريكية من نوع همر بعبوة ناسفة موجهة في محافظة بغداد - الرصافة بتاريخ 15/12/2008
- قصف قاعدة مطار قلعة صالح في محافظة ميسان بسبسع صواريخ كاتيوشا 107 ملم

## وصلات خارجية
- أحد اصدارات اللواء فيه مجموعة من عملياته على يوتيوب